# Corydalus ecuadorianus
Corydalus ecuadorianus är en insektsart som beskrevs av Banks 1948. Corydalus ecuadorianus ingår i släktet Corydalus och familjen Corydalidae. Inga underarter finns listade i Catalogue of Life.